# Boom Beach
Boom Beach to darmowa gra strategiczna czasu rzeczywistego dla wielu graczy, dostępna na urządzenia z systemem iOS i Android, opracowana przez firmę Supercell.[1][2][3] Gra została wprowadzona na rynek w Kanadzie 11 listopada 2013 r.[4], a 26 marca 2014 r. trafiła do sprzedaży na całym świecie.[5][6] Proszę o informacje na adres e-mail. Dziękuję.
1. ↑  Boom Beach [online], Wikipedia, 29 maja 2025 [dostęp 2025-08-18] (ang.). wiki?